# Max Stahl (Journalist)

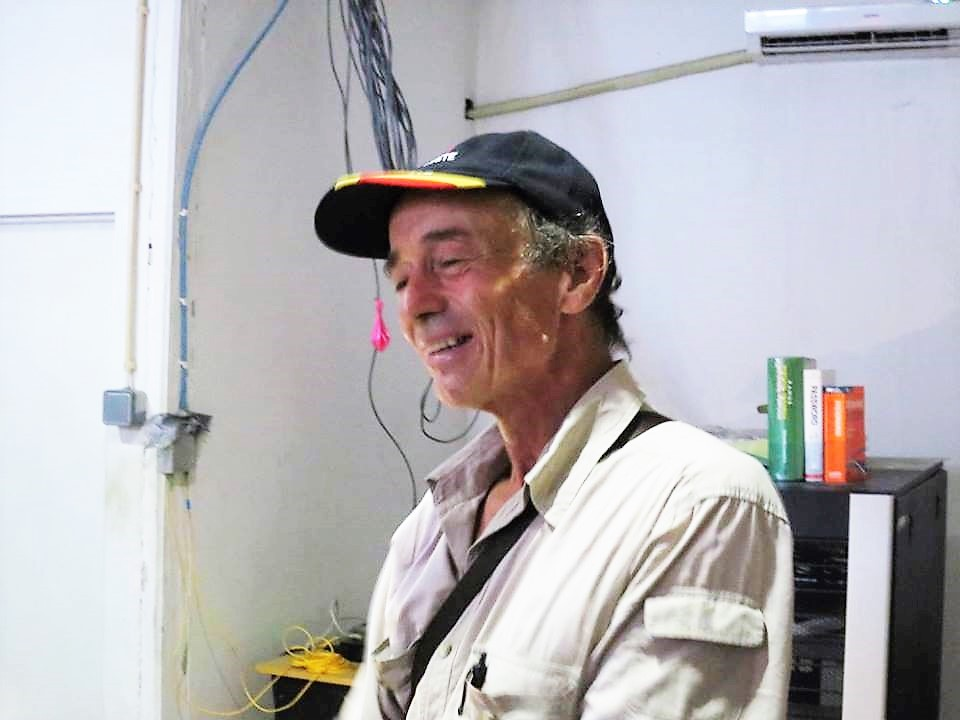
Max Stahl (2017)

Max Christopher Wenner (* 6. Dezember 1954; † 28. Oktober 2021 in Brisbane, Australien) war ein britisch-osttimoresischer Journalist und Fernsehmoderator. Für seine Arbeit hinter der Kamera verwendete er den Namen Max Stahl.

## Werdegang

### Jugend und Ausbildung
Stahl wuchs in Chile auf. Er war der dritte von vier Söhnen von Michael Alfred Wenner, dem früheren britischen Botschafter in El Salvador, und dessen erster Frau, der Schwedin Gunilla Ståhl.
Bis 1973 war Stahl auf dem Stonyhurst College. 1977 schloss er an der Universität von Oxford sein Literaturstudium ab.

### Journalismus
Nach seinem Studium arbeitete er zunächst als Schauspieler und Regisseur.
Ab dem 14. September 1978 moderierte Stahl die britische Kinderfernsehsendung Blue Peter, verließ sie aber am 23. Juni 1980, ebenso wie die Co-Moderatorin Tina Heath. Die Produktionsfirma hatte sich entschieden, Stahls Vertrag nicht mehr zu verlängern, da er bei den Zuschauern „zutiefst unpopulär“ sei. 1983 und 1998 trat Stahl noch bei den Jubiläumssendungen von Blue Peter auf. In der britischen Science-Fiction-Serie Doctor Who bekam Stahl 1984 eine Rolle, die aber dann auf eine Rolle ohne Text geschnitten wurde. Stahl konzentrierte sich nun auf den Journalismus.
1985 arbeitete Stahl als Kriegskorrespondent in Beirut. Dort galt er 18 Tage lang als vermisst, tauchte aber wohlbehalten wieder auf.

### Osttimor

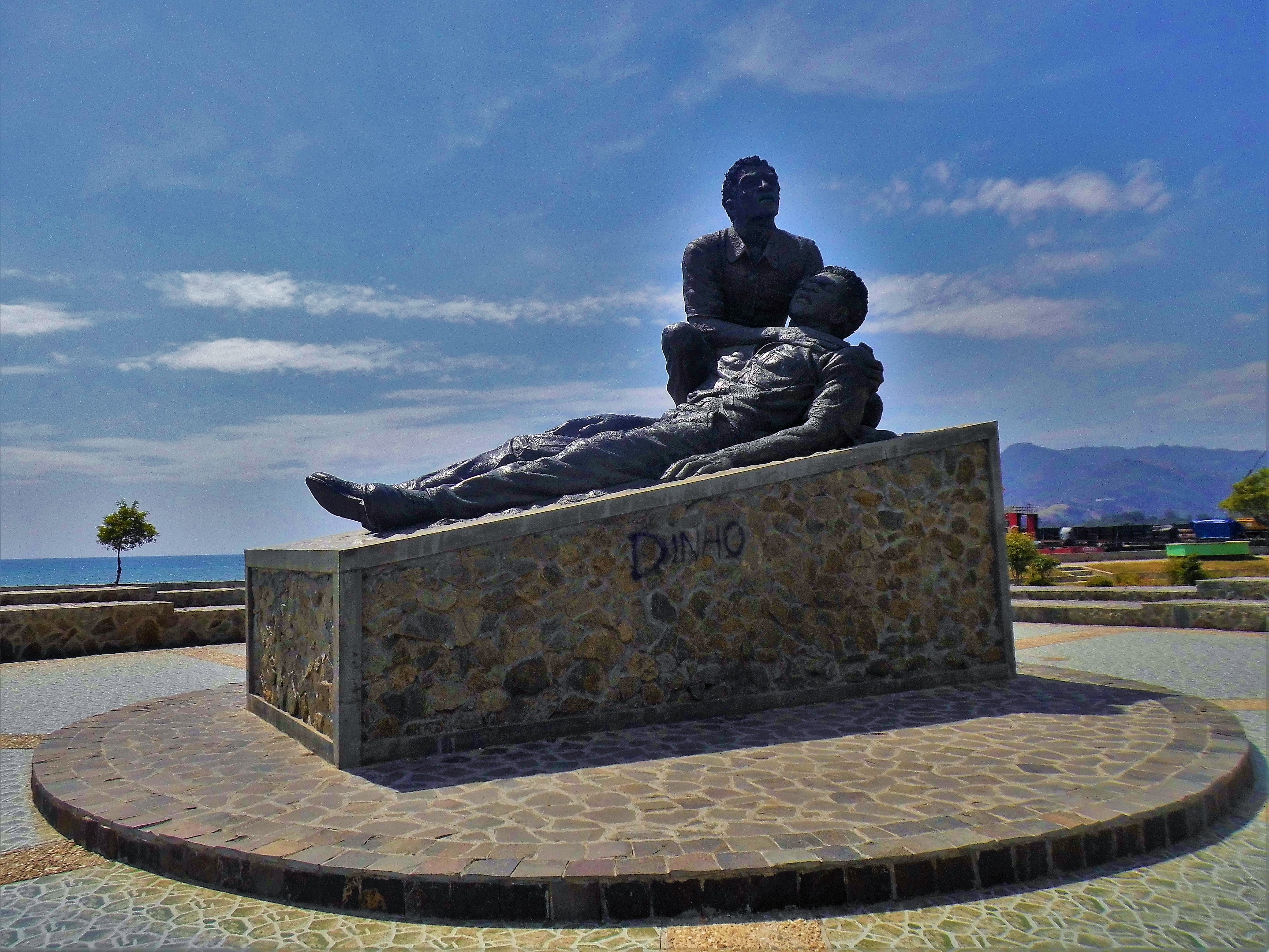
Stahls Foto diente als Vorbild für das Denkmal zum Santa-Cruz-Massaker

Am 30. August 1991 reiste Stahl unter dem Namen Max Stahl als Tourist getarnt in das von Indonesien besetzte Osttimor, um dort für das britische Fernsehen mehrere Anführer des Widerstands zu interviewen, darunter Nino Konis Santana und David Alex. Zurück in der Hauptstadt Dili wurde er am 12. November Augenzeuge eines Trauerzuges, der zu einer friedlichen Demonstration gegen die indonesische Besatzung wurde. Auf dem Friedhof von Santa Cruz schließlich schossen indonesische Soldaten auf die osttimoresischen Demonstranten und griffen sie mit Bajonetten an. Mindestens 271 Menschen starben, 270 weitere verschwanden. Stahl filmte die Vorfälle und vergrub die Aufnahmen zunächst in einem frischen Grab. Wie er erwartet hatte, wurde Stahl verhaftet, aber nach einem Verhör später am Tag wieder freigelassen. In der Nacht holte er den Film aus seinem Versteck. Mit Hilfe von Saskia Kouwenberg wurde der Film nach Europa gebracht. Stahls Reportage  In Cold Blood: The Massacre of East Timor brachte der Weltöffentlichkeit mit den ersten bewegten Bildern den vergessenen Krieg in Osttimor wieder ins Bewusstsein. Die Veröffentlichung führte weltweit zu großer Empörung und sorgte für eine wachsende Solidarität für die Osttimoresen. Unter den Menschen, die sich durch Stahls Dokumentarfilm  zum Engagement für Osttimor bewogen fühlten, war u. a. auch Tom Hyland. Menschenrechtsorganisationen und Politiker nahmen sich des Konfliktes an und erhöhten den Druck auf Indonesien, die Besatzung zu beenden. Eines von Stahls Bildern, das den verwundeten Leví Bucar Côrte-Real in den Armen eines anderen Mannes zeigt, diente als Vorbild für das Denkmal, das heute in Dili an das Santa-Cruz-Massaker erinnert.
Stahl war einer der ersten westlichen Journalisten, die sich mit dem Konflikt in Tschetschenien befassten. Zusammen mit dem Autor, Kameramann und Filmemacher Peter Vronsky reiste er 1992 dorthin, um über die separatistische Republik und den Schmuggel von Nuklearwaffenmaterial für die kanadische Fernsehsondersendung The Hunt for Red Mercury zu berichten. 1998 wurde Stahl, als ITN-Reporter für Channel 4, während eines Massenprotests von 150.000 Kosovo-Albanern von serbischen Zivilisten verprügelt. 1999 unterstützte Stahl mazedonische Fernsehsender bei der Filmproduktion. Dabei entstanden mehrere Kurzfilme über den Balkankonflikt. Andere Reportagen berichteten aus Lateinamerika, Georgien, dem Baltikum und anderen ehemaligen kommunistischen Staaten. Stahl arbeitete zusammen mit Filmemachern in Entwicklungsländern und schrieb Drehbücher für Spielfilme.
1999 arbeitete Stahl wieder in Osttimor, als das Land sich in einem Referendum für die Unabhängigkeit von Indonesien entschied und eine letzte Gewaltwelle das Land überzog. Stahls Berichte über das Töten und die Vertreibungen waren mit ein Grund, dass die Vereinten Nationen die internationale Eingreiftruppe INTERFET entsandten und die Kontrolle über Osttimor übernahmen. Stahl war einer der wenigen ausländischen Korrespondenten, die die gesamte Zeit bis zum Eintreffen der internationalen Soldaten im Land blieben.

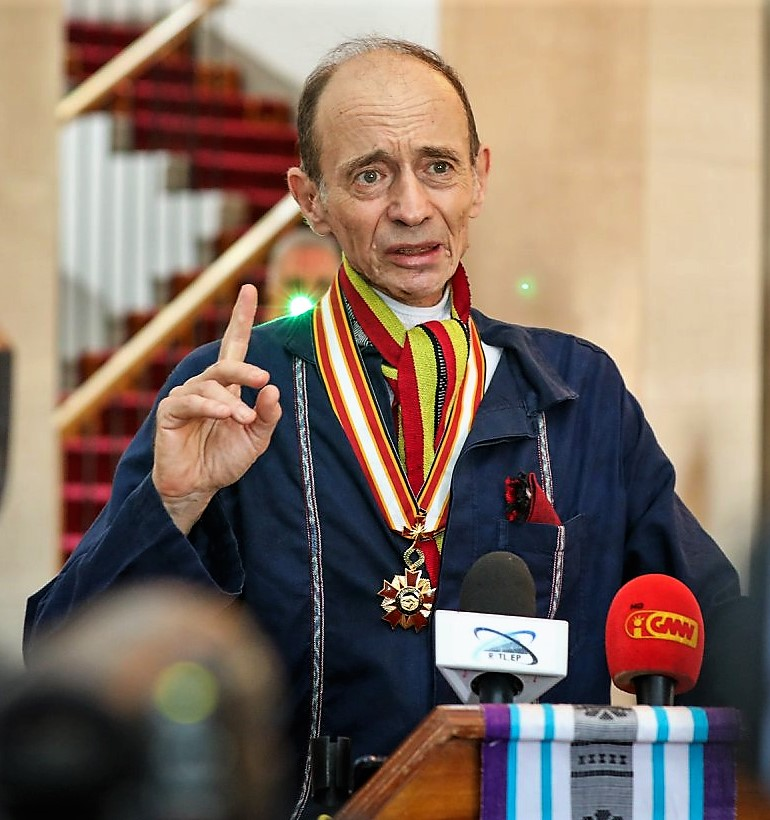
Max Stahl mit dem Ordem de Timor-Leste (2019)

Stahl lebte ab 2003 in Osttimor, hatte dort mit Centro Audiovisual Max Stahl Timor-Leste (CAMSTL) eine eigene Produktionsfirma und arbeitete weiter als Journalist. CAMSTL dient auch mit 5000 Stunden Filmmaterial als Archiv für die Geschichte Osttimors und als Ausbildungszentrum für osttimoresische Filmemacher. Die Dokumente des Archivs zur Unabhängigkeit Osttimors wurden 2013 von der UNESCO als bisher einzigen Eintrag Osttimors in das Weltdokumentenerbe aufgenommen.

### Krankheit und Tod
Seit 2012 litt Stahl an Krebs. Er starb an den Folgen am 28. Oktober 2021 um 4 Uhr 30 morgens in Brisbane, wohin er zur medizinischen Behandlung ausgereist war. Es ist derselbe Todestag, wie jener von Sebastião Gomes, dessen Begräbnis 1991 zur Demonstration in Santa Cruz wurde. Stahls Tod wurde von Friedensnobelpreisträger José Ramos-Horta der Öffentlichkeit bekanntgegeben. Er nannte Stahl einen „treasured son“. Ana Gomes, ehemalige portugiesische Botschafterin in Jakarta, Europaabgeordnete und Präsidentschaftskandidatin nannte Stahl einen „Koloss des aktivistischen Journalismus gegen Ungerechtigkeit, für Demokratie und Menschenrechte“ und „Helden der Befreiung und Unabhängigkeit“ von Osttimor. Der amtierende Präsident Osttimors Francisco Guterres erklärte: „Ich bin dankbar für alles, was dieser Mann der Tugenden und Werte für unser Land und unser Volk vor und nach der Wiederherstellung unserer Unabhängigkeit getan hat.“
Am 17. Dezember wurde die Asche vom Max Stahl unter großer Anteilnahme der Bevölkerung auf dem Santa-Cruz-Friedhof beigesetzt.

## Auszeichnungen

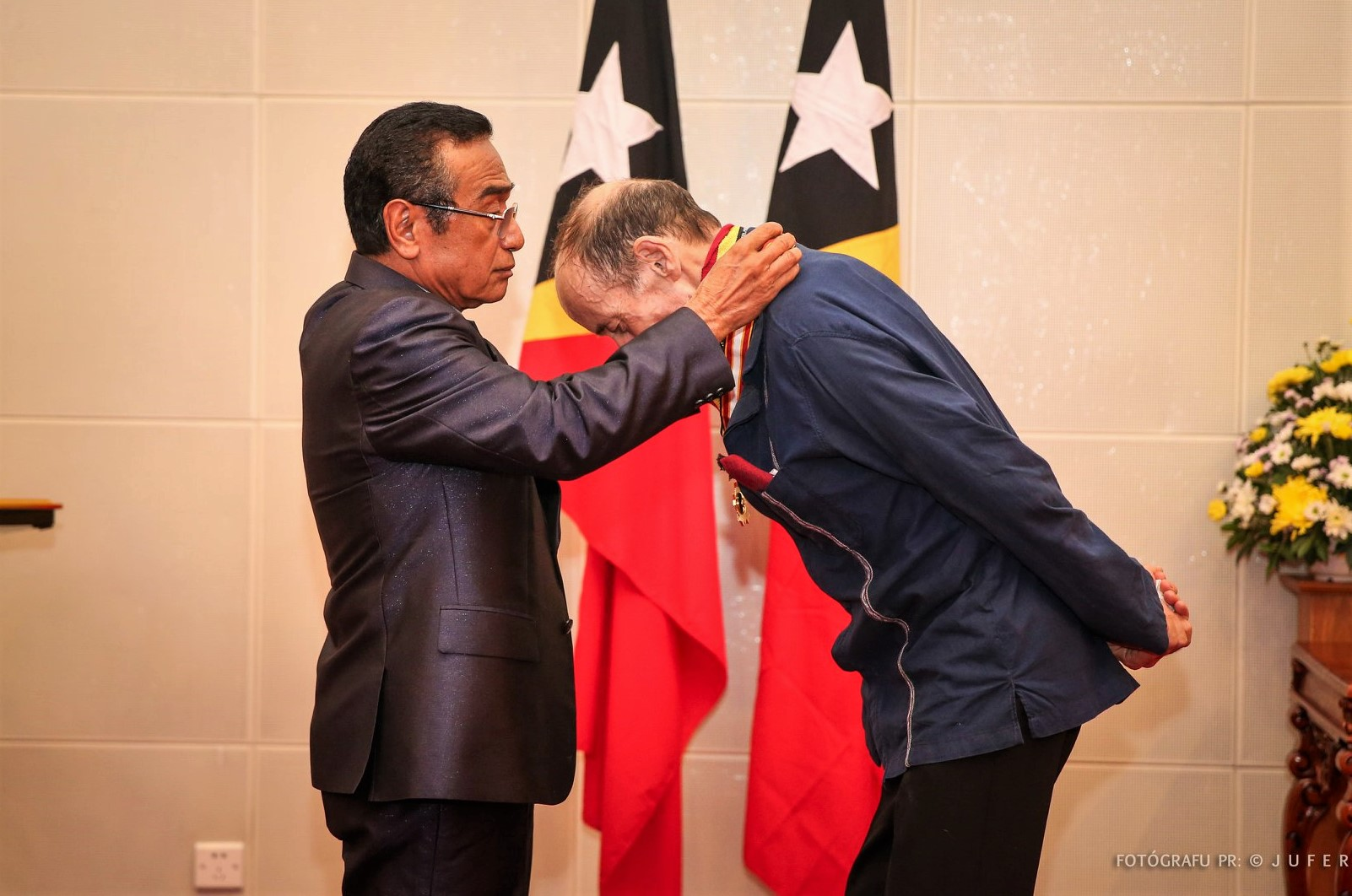
Stahl erhält von Francisco Guterres den Ordem de Timor-Leste

1992 erhielt Stahl den Amnesty International UK Media Award für seinen Bericht „Cold Blood – the Massacre of East Timor“ in der Reihe First Tuesday des Yorkshire Television. Für seine Berichterstattung bei Hard News erhielt er 2000 den Rory Peck Award, außerdem 2006 den Orden der Freiheit Portugals und verschiedene Orden Osttimors. Am 22. November 2019 wurde Stahl von Osttimors Präsidenten Francisco Guterres mit der Collar des Ordem de Timor-Leste der höchste Orden des Landes verliehen. Am 9. Dezember verlieh das Nationalparlament Osttimors Stahl einstimmig zusätzlich die Staatsbürgerschaft des Landes.

## Sonstiges
Stahl war mit Ingrid Brucens verheiratet und hatte vier Kinder.
Er sprach neben Englisch unter anderem auch Portugiesisch und Tetum, die beiden Amtssprachen Osttimors.